# Стадион Портада
Стадион Ла Портада (шп. Estadio La Portada), је вишенаменски стадион у Ла Серени, Чиле. Углавном се користи за фудбалске утакмице и домаћи је стадион фудбалског клуба „Депортес Ла Серена”. Стадион има 18.243 места, изграђен је 1952. године, а потпуно реновиран 2015. године, да би послужио за утакмице Копа Америка 2015. године.

## Историја
Стадион је отворен 26. августа 1952. У првим годинама површина терена је била пвеома лоша. То се променило када је Клуб де Депортес Ла Серена ушао у професионалне воде 1955. године, тачније попуњен је 29. новембра те године. Од свог инаугурације, репрезентација града Серене је играла у поменутој спортској арени. На овом стадиону је фудбалски клуб освојио троструки национални шампионат у чилеанском аматерском фудбалу. На овај начин је скренута пажњу целе земље на фудбалски клуб и овај стадион. Недуго након тога стадион је почео да се поправља и полако реконструише.
У својим почецима није имала северни лакат. Из тог разлога је у првим годинама на атлетској стази импровизована галерија типа „мекано” како би се повећао капацитет спортског објекта и да би више пута могла да прими преко 17.000 контролисаних људи.

## Копа Америка 2015.
| Датум         | Врема (UTC-3) | Репрезентација 1 | Рез.  | Репрезентација 2 | Коло    | Посета |
| ------------- | ------------- | ---------------- | ----- | ---------------- | ------- | ------ |
| 13. јун 2015. | 18:30         | Аргентина        | 2 : 2 | Парагвај         | Група Б | 16.281 |
| 16. јун 2015. | 20:30         | Аргентина        | 1 : 0 | Уругвај          | Група Б | 17.014 |
| 20. јун 2015. | 16:00         | Уругвај          | 1 : 1 | Парагвај         | Група Б | 16.021 |